# Seo Yu-na
Pour les articles homonymes, voir Yuna.
Dans ce nom coréen, le nom de famille, Seo, précède le nom personnel.
Seo Yu-na (coréen : 서유나) née le 30 décembre 1992, connue sous le nom de Yuna (coréen : 유나) est une chanteuse et actrice sud-coréenne. Elle est membre du girl group sud-coréen AOA de 2012 à 2020 et de ses sous-groupes, AOA Black et AOA Cream.

## Biographie
Yuna est née le 30 décembre 1992 à Gwangju en Corée du Sud. Elle a commencé à jouer du piano lorsqu'elle avait 7 ans, incitant son intérêt à devenir une chanteuse quand elle sera adulte. À 18 ans, elle voyage seule de Séoul à Busan après avoir eu la permission de ses parents. Elle fut transférée d'école et resta à la maison de son oncle tandis qu'elle passait des auditions et prenait des cours de chant. Sa sœur cadette Yuri a fait ses débuts en 2015 dans le girl group Berry Good sous l'agence Asia Bridge Entertainment, elle décida de prendre comme nom de scène "Seoyul",,,.

## Carrière

### AOA
Le 30 juillet 2012, Yuna a fait ses débuts en tant que membre d'AOA au M! Countdown avec leur premier single, "Angels' Story" et la chanson titre "Elvis". Elle fait partie de la sous-unité d'AOA "AOA Black".
Yuna fait également partie de la sous-unité AOA Cream avec Hyejeong et Chanmi. La sous-unité a sorti son premier teaser le 1er février 2016. Le teaser pour la chanson titre "I'm Jealous, Baby" est sorti le 4 février 2016. Le clip vidéo est sorti le 12 février 2016.
Le 1er janvier 2021, son contrat avec la FNC prend fin et elle quitte l'agence.

### Carrière solo
Yuna a également connu une carrière de comédienne couronnée de succès, mais moins en tant qu'actrice, puisqu'elle a joué le rôle principal dans la comédie musicale japonaise "Summer Snow" en 2013 ainsi que dans le web-drama coréen comique "Prince's Prince" en février 2015.
Le 20 octobre 2013, Yuna chante "I'm OK" pour la bande originale de la série télévisée Marry Him If You Dare, diffusée sur la chaîne sud-coréenne KBS. La chanson "I'm OK" est la chanson thème du personnage principal Na Mi-rae.
En octobre 2016, il a été annoncé qu'elle fera partie du casting d'un nouveau web-drama "Hot and Sweet" où elle joue le personnage de Joon Youn, une jeune femme assez particulière qui possède des blessures cachées.
Fin mai 2017, la FNC Entertainment a confirmé que Yuna est au casting de la nouvelle série Single Wife, une comédie romantique dont le premier épisode est prévu pour le 23 août. En juin 2017, elle a chanté la bande originale pour le drama My Only Love Song, la chanson s'intitule "Another You".

## Discographie

### Bande originale
| Année | Titre                     | Chanson  | Durée | Artiste(s) |
| ----- | ------------------------- | -------- | ----- | ---------- |
| 2013  | Marry Him If You Dare OST | "I'm Ok" | 03:13 | Solo       |

## Filmographie

### Dramas télévisés
| Année | Titre            | Rôle      | Chaîne                     | Note(s)       |
| ----- | ---------------- | --------- | -------------------------- | ------------- |
| 2015  | Prince's Prince  | Park Yuna | KBS                        | Web-drama     |
| 2016  | Click Your Heart | Elle-même | MBC Every 1, Naver TV Cast | Fan de Rowoon |

### Émissions de variétés
| Année | Titre              | Rôle      | Chaîne      | Note(s)          |
| ----- | ------------------ | --------- | ----------- | ---------------- |
| 2013  | Cheongdam-dong 111 | Elle-même | tvN         | [ 14 ]           |
| 2014  | Weekly Idol        | Invitée   | MBC Every 1 | Ép. 154 avec AOA |
| 2015  | AOA's One Fine Day | Elle-même | MBC Music   | avec AOA         |
| 2015  | Weekly Idol        | Invitée   | MBC Every 1 | Ép. 204 avec AOA |

### Théâtre
| Année | Titre               | Rôle    | Note(s)                    |
| ----- | ------------------- | ------- | -------------------------- |
| 2013  | Summer Snow Musical | Seolhee | Comédie musicale japonaise |